# Barrio Fino World Tour, Who's Your Daddy
Barrio Fino World Tour fue una gira de conciertos del cantante de reguetón Daddy Yankee para promocionar su tercer álbum de estudio, Barrio Fino (2004). Esta fue su primera gira por estadios y arenas, y su primera gira importante en los Estados Unidos, convirtiéndose en el primer acto de reguetón en embarcarse en una gira estadounidense. La gira Barrio Fino visitó América Latina y partes de los Estados Unidos y consistió en tres etapas. En diciembre de 2005, Yankee lanzó Barrio fino en directo, un álbum en vivo de la gira; incluido en el disco compacto también se incluye material en DVD del concierto filmado en Colombia, República Dominicana y Ecuador, y en los shows locales de Yankee en Puerto Rico.

## Fondo
Barrio fino se convirtió en el primer álbum de reguetón en alcanzar el estatus de platino en los Estados Unidos, y llegaría a vender más de 1,5 millones de copias en todo el mundo en su primer año de lanzamiento; el sencillo "Gasolina", del disco, se le atribuye la introducción del reguetón al mainstream. Para promocionar el álbum, Yankee se embarcó en una serie de presentaciones promocionales, y más tarde anunció su primera gira mundial propiamente dicha. Esta también sería su primera gira importante en los Estados Unidos, lo que lo convirtió en el primer artista de reguetón en hacerlo.
La gira fue la primera gira en estadios de un grupo de reguetón en los Estados Unidos, por lo que ya se habían generado muchas expectativas antes del comienzo de la misma. Augustin Gurza, del Los Angeles Times, escribió un artículo titulado "Yankee está llegando, y viene fuerte; la gira en solitario de Daddy Yankee en los Estados Unidos podría ayudar a solidificar el atractivo comercial del reguetón". En el artículo, afirmó: "Si Yankee tiene éxito como artista principal en solitario, establecerá el atractivo comercial del género. Los observadores dicen que el éxito de Yankee podría abrir puertas para otros artistas y alentar colaboraciones continuas con estrellas del hip-hop en inglés, un vínculo que se considera crucial para el futuro del reguetón".

## Descripción general
La gira fue, como era de esperar, un éxito masivo en América Latina y España. El 13 de diciembre de 2004, Daddy Yankee se convirtió en el primer artista musical en dar un concierto en el Coliseo de Puerto Rico. El concierto del 16 de octubre de 2005 en Santo Domingo fue parte del Festival Presidente de la Música Latina (2005), con una asistencia récord, y fue televisado en vivo. Las imágenes de ambos espectáculos se utilizaron para su posterior lanzamiento en video/DVD en vivo, Barrio fino en directo.
Durante la etapa de Estados Unidos, la gira fue renombrada como Who's Your Daddy Tour.  Comenzó oficialmente el 27 de agosto de 2005. Los precios de las entradas oscilaban entre $45 y $100. El concierto del 17 de febrero de 2006 en Miami, Florida, fue, en ese momento, la primera vez que se transmitió un concierto de reguetón en vivo en los Estados Unidos, y el único en Pago por visión Tras el éxito de la primera parte de la gira, se agregaron más fechas en América Latina.
El concierto del 26 de febrero de 2006 en Valparaíso, Chile¡¡, fue parte del Festival Internacional de la Canción de Viña del Mar, y le dio a Daddy Yankee la distinción de ser el primer artista de reguetón en aparecer en el escenario del festival. La actuación de Daddy Yankee en Viña del Mar, como es tradición del festival, se transmitió en vivo y es ampliamente considerada como una de las mejores actuaciones de reguetón/urbano en la historia del festival y el género. Posteriormente, Yankee regresó a Viña para los festivales de 2009 y 2013 como cabeza de cartel también. Sus dos conciertos en Honduras, un país que no suele ser visitado por músicos internacionales, tuvieron una asistencia combinada de más de 40.000 fanáticos, con alrededor de 25.000 en Tegucigalpa y 15.000 en San Pedro Sula, respectivamente, según los medios de comunicación locales e informes. Además, alrededor de 90.000 fanáticos en total asistieron a la actuación de Daddy Yankee en el Festival Evento 40 (2006) en la Ciudad de México; su propio concierto en el Estadio Azteca, Zapopan, tuvo 13.000 adicionales. Según algunas fuentes, 18.000 fanáticos asistieron al concierto de San José, Costa Rica, en el Estadio Saprissa. Su espectáculo en Santiago de Chile se agotó con 13.000 entradas vendidas. En Nicaragua, otro país raramente visitado por artistas en gira, su espectáculo fue atendido por más de 20.000 fanáticos.

## Lista de canciones
Este repertorio es del show del 10 de junio de 2006 en el Estadio San Marcos, en Lima, Perú.  No pretende representar todos los espectáculos.
1. "King Daddy"
2. "Dale Caliente"
3. "Machete”
4. "Seguroski"
5. "Yo Voy" (Zion & Lennox cover)
6. "Tu Príncipe" (with Zion & Lennox)
7. "No Me Dejes Solo"
8. "Mírame"
9. "Corazones" (Intro)
10. "Corazones"
11. "Métele con Candela"
12. "Oye Mi Canto" (with N.O.R.E. & Nina Sky)
13. "Aquí Está Tu Caldo"
14. "Machucando"
15. "Lo Que Pasó, Pasó"
16. "Rompe"
17. "Gasolina"
18. "Cochineando" (with Cochinola)
19. "Gangsta Zone" (with Snoop Dogg)

## Fechas del Tour
| Fecha                    | Ciudad            | País                 | Lugar                                                  |
| Leg 1 – Americas         | Leg 1 – Americas  | Leg 1 – Americas     | Leg 1 – Americas                                       |
| ------------------------ | ----------------- | -------------------- | ------------------------------------------------------ |
| 23 de octubre de 2004    | Santo Domingo     | República Dominicana | Palacio de los Deportes Virgilio Travieso Soto         |
| 27 de octubre de 2004    | Nueva York        | Estados Unidos       | Madison Square Garden                                  |
| 13 de diciembre de 2004  | San Juan          | Puerto Rico          | Coliseo de Puerto Rico                                 |
| 31 de diciembre de 2004  | Carolina          | Puerto Rico          | Residencial Torres de Sabanas                          |
| 10 de abril de 2005      | The Woodlands     | Estados Unidos       | C.W. Mitchell Pavillon                                 |
| 16 de abril de 2005      | Ciudad de México  | México               | Zócalo                                                 |
| Leg 2 – Americas         |                   |                      |                                                        |
| 30 de julio de 2005      | Dallas            | Estados Unidos       | Annette Strauss Artist Square                          |
| 27 de agosto de 2005     | Nueva York        | Estados Unidos       | Madison Square Garden                                  |
| 2 de septiembre de 2005  | Quito             | Ecuador              | Coliseo General Rumiñahui                              |
| 3 de septiembre de 2005  | Guayaquil         | Ecuador              | Estadio Modelo Alberto Spencer                         |
| 9 de septiembre de 2005  | Los Angeles       | Estados Unidos       | Staples Center                                         |
| 10 de septiembre de 2005 | San Diego         | Estados Unidos       | Cox Arena                                              |
| 23 de septiembre de 2005 | Boston            | Estados Unidos       | Agganis Arena                                          |
| 24 de septiembre de 2005 | Uncasville        | Estados Unidos       | Mohegan Sun                                            |
| 25 de septiembre de 2005 | Houston           | Estados Unidos       | Toyota Center                                          |
| 30 de septiembre de 2005 | Fairfax           | Estados Unidos       | Patriot Center                                         |
| 1 de octubre de 2005     | Orlando           | Estados Unidos       | TD Waterhouse                                          |
| 2 de octubre de 2005     | Dallas            | Estados Unidos       | Dos Equis Pavilion                                     |
| 7 de octubre de 2005     | Miami             | Estados Unidos       | American Airlines Arena                                |
| 8 de octubre de 2005     | Chicago           | Estados Unidos       | Allstate Arena                                         |
| 12 de octubre de 2005    | Caracas           | Venezuela            | Estadio Olímpico                                       |
| 16 de octubre de 2005    | Santo Domingo     | República Dominicana | Estadio Olimpico Felix Sanchez                         |
| 22 de octubre de 2005    | Bogotá            | Colombia             | Estadio El Campín                                      |
| 25 de noviembre de 2005  | Nueva York        | Estados Unidos       | Madison Square Garden                                  |
| 16 de diciembre de 2005  | San Salvador      | El Salvador          | Centro Internacional de Ferias y Convenciones          |
| 23 de diciembre de 2005  | San Juan          | Puerto Rico          | Residencial San José                                   |
| 24 de diciembre de 2005  | Bayamón           | Puerto Rico          | Residencial José Celso Barbosa                         |
| Leg 3 – Americas         |                   |                      |                                                        |
| 17 de febrero de 2006    | Miami             | Estados Unidos       | American Airlines Arena                                |
| 26 de febrero de 2006    | Valparaíso        | Chile                | Anfiteatro de la Quinta Vergara                        |
| 26 de marzo de 2006      | Inglewood         | Estados Unidos       | The Forum                                              |
| 5 de abril de 2006       | Zapopan           | México               | Auditorio Benito Juárez                                |
| 6 de abril de 2006       | Ciudad de México  | México               | Estadio Azteca                                         |
| 14 de mayo de 2006       | Veracruz          | México               | Explanada del Auditorio Benito Juárez                  |
| 16 de mayo de 2006       | Ciudad de México  | México               | Salon 21                                               |
| 17 de mayo de 2006       | Ciudad de México  | México               | Salon 21                                               |
| 18 de mayo de 2006       | Torreón           | México               | Estadio Municipal Gómez                                |
| 20 de mayo de 2006       | Guadalajara       | México               | Plaza de Toros Nuevo Progreso                          |
| 21 de mayo de 2006       | Monterrey         | México               | Anfiteatro Fundidora                                   |
| 24 de mayo de 2006       | Guatemala         | Guatemala            | Estadio Mateo Flores                                   |
| 26 de mayo de 2006       | San Salvador      | El Salvador          | Estadio Flor Blanca                                    |
| 27 de mayo de 2006       | Managua           | Nicaragua            | Estadio Nacional Denis Martínez                        |
| 8 de junio de 2006       | San José          | Costa Rica           | Estadio Saprissa                                       |
| 10 de junio de 2006      | Lima              | Perú                 | Estadio de la Universidad Nacional Mayor de San Marcos |
| 12 de junio de 2006      | Santiago de Chile | Chile                | Arena Santiago                                         |
| 14 de junio de 2006      | Ciudad de Panamá  | Panamá               | Centro de Convenciones Figali                          |
| 17 de junio de 2006      | San Pedro Sula    | Honduras             | Estadio Francisco Morazán                              |
| 18 de junio de 2006      | Tegucigalpa       | Honduras             | Estadio Chochi Sosa                                    |

### Datos de taquilla
| Ciudad        | País           | Asistencia             | Taquillas  |
| ------------- | -------------- | ---------------------- | ---------- |
| San Juan      | Puerto Rico    | 6,340 / 8,580 (74%)    | $367,322   |
| Nueva York    | Estados Unidos | 9,062 / 14,584 (62%)   | $578,575   |
| Nueva York    | Estados Unidos | 13,820 / 14,955 (92%)  | $1,023,810 |
| The Woodlands | Estados Unidos | 15,731 / 15,731 (100%) | $500,980   |
| Los Angeles   | Estados Unidos | 7,539 / 9,582 (79%)    | $585,022   |
| Fairfax       | Estados Unidos | 7,375 / 9,193 (80%)    | $511,235   |
| Miami         | Estados Unidos | 8,138 / 11,464 (71%)   | $483,902   |
| Orlando       | Estados Unidos | 7,922 / 10,749 (74%)   | $493,230   |
| Inglewood     | Estados Unidos | 6,988 / 12,166 (57%)   | $589,714   |
| Totals        | Totals         | 82,915 / 106,954 (78%) | $5,133,790 |